# Omalium riparium
Omalium riparium är en skalbaggsart som beskrevs av Thomson 1857. Omalium riparium ingår i släktet Omalium, och familjen kortvingar. Enligt den finländska rödlistan är arten nära hotad i Finland. Arten är reproducerande i Sverige. Artens livsmiljö är sandstränder vid Östersjön.